# Prodidomus rufus
Prodidomus rufus är en spindelart som beskrevs av Nicholas Marcellus Hentz 1847. Prodidomus rufus ingår i släktet Prodidomus och familjen Prodidomidae. Inga underarter finns listade i Catalogue of Life.